# Narcissia gracilis
Narcissia gracilis is een zeester uit de familie Ophidiasteridae.
De wetenschappelijke naam van de soort werd in 1916 gepubliceerd door Austin Hobart Clark.

## Ondersoorten
- Narcissia gracilis gracilis
- Narcissia gracilis malpeloensis Downey, 1975